# Cupha maeonides
Cupha maeonides är en fjärilsart som beskrevs av William Chapman Hewitson 1859. Cupha maeonides ingår i släktet Cupha och familjen praktfjärilar. Inga underarter finns listade i Catalogue of Life.

## Bildgalleri

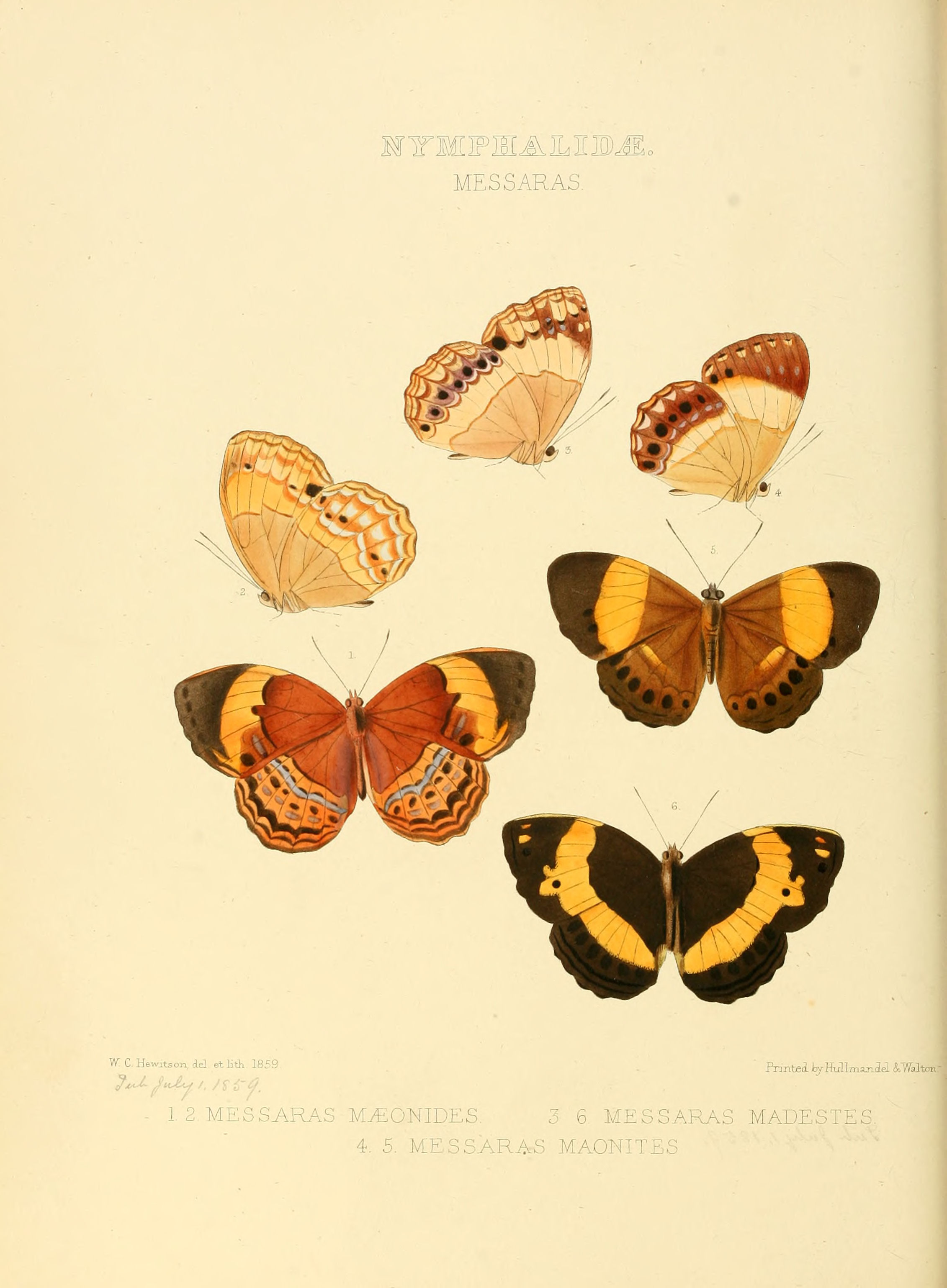